# Moanda (territorium)
Moanda eller Muanda är ett territorium i Kongo-Kinshasa. Det ligger i provinsen Kongo-Central, i den västra delen av landet, 300 km sydväst om huvudstaden Kinshasa.